# Sachsen Rallye
Sachsen Rallye – rajd samochodowy, odbywający się w Niemczech w ramach mistrzostw kraju. W przeszłości był organizowany jako Rajd Sachsenring (Rallye Sachsenring) i był eliminacją Pucharu Pokoju i Przyjaźni oraz mistrzostw NRD.

## Historia
Pierwsza edycja rajdu odbyła się w 1957 roku pod nazwą Acht-Berge-Rallye, a organizatorem imprezy był BSG Maschinen- und Mühlenbau. Od 1958 roku rajd był rundą mistrzostw NRD, a w 1961 roku po raz pierwszy był imprezą o charakterze międzynarodowym. W 1965 roku zmieniono nazwę na „Rajd Sachsenring”. W 1969 roku organizację rajdu przejął MC Elbit Gummiwerke Wittenberg, a od 1975 roku organizował go MC Kraftverkehr Wittenberg. W 1976 roku po raz pierwszy rajd był eliminacją Pucharu Pokoju i Przyjaźni. Po 1989 roku zaprzestano organizacji Rajdu Sachsenring. W 2000 roku AvD wskrzesił rajd, który od 2003 roku stanowił eliminację mistrzostw Niemiec. W 2005 roku rajd otrzymał nazwę „Sachsen Rallye”.

## Zwycięzcy
| Rok  | Kierowca                                                                      | Pilot                                                                         | Samochód                                                                      | Zespół                                                                        |
| ---- | ----------------------------------------------------------------------------- | ----------------------------------------------------------------------------- | ----------------------------------------------------------------------------- | ----------------------------------------------------------------------------- |
| 1968 | Hans Ullmann                                                                  | Werner Lange                                                                  | Trabant P601                                                                  |                                                                               |
| 1969 | Franz Galle                                                                   | Jochen Müller                                                                 | Trabant P601                                                                  |                                                                               |
| 1970 | Egon Culmbacher                                                               | Werner Ernst                                                                  | Wartburg 353                                                                  |                                                                               |
| 1971 | Eberhard Asmus                                                                | Christian Meischner                                                           | Trabant P601                                                                  | MC Zwickau                                                                    |
| 1972 | Helmut Piehler                                                                | Lothar Sachse                                                                 | Trabant P601                                                                  | MC Zwickau                                                                    |
| 1973 | Horst Niebergall                                                              | Harald Würfel                                                                 | Wartburg 353                                                                  |                                                                               |
| 1974 | Jürgen Hellmann                                                               | Peter Müller                                                                  | Wartburg 353                                                                  | MC Eisenach                                                                   |
| 1975 | Jürgen Hellmann                                                               | Peter Müller                                                                  | Wartburg 353                                                                  | MC Eisenach                                                                   |
| 1976 | Miloslav Zapadlo                                                              | Jiří Motal                                                                    | Škoda 130 RS                                                                  |                                                                               |
| 1977 | Jürgen Hellmann                                                               | Peter Müller                                                                  | Wartburg 353                                                                  | MC Eisenach                                                                   |
| 1978 | Hans-Ullrich Sonntag                                                          | Werner Schneider                                                              | Wartburg 353                                                                  | MC Eisenach                                                                   |
| 1979 | Dieter Heimbürger                                                             | Roland Weitz                                                                  | Wartburg 353                                                                  | MC Eisenach                                                                   |
| 1980 | Hans-Ullrich Sonntag                                                          | Werner Schneider                                                              | Wartburg 353                                                                  | MC Wismut Karl-Marx-Stadt                                                     |
| 1981 | Leo Pavlík                                                                    | František Šimek                                                               | Renault 5 Alpine                                                              |                                                                               |
| 1982 | Hans-Ullrich Sonntag                                                          | Werner Schneider                                                              | Wartburg 353 WR                                                               | MC Wismut Karl-Marx-Stadt                                                     |
| 1983 | Rainer Pöhlmann                                                               | Wolfgang Scherbarth                                                           | Wartburg 353 WR                                                               | MC Wismut Karl-Marx-Stadt                                                     |
| 1984 | Nikołaj Bolszich                                                              | Igor Bolszich                                                                 | Łada 2105 VFTS                                                                |                                                                               |
| 1985 | Milan Dolák                                                                   | Václav Hadrávek                                                               | Škoda 130 LR                                                                  | ASK Stavby Praha                                                              |
| 1986 | Eugenijus Tumalevičius                                                        | Pranas Videika                                                                | Łada 2105 VFTS                                                                |                                                                               |
| 1987 | Milan Dolák                                                                   | Jaroslav Palivec                                                              | Škoda 130 LR                                                                  | ASK Stavby Praha                                                              |
| 1988 | Hans-Peter Mehlig                                                             | Volker Xylander                                                               | Łada 2105 VFTS                                                                | MC Gröditz                                                                    |
| 1989 | Kalle Grundel                                                                 | Klaus Hopfe                                                                   | Peugeot 309 GTI                                                               |                                                                               |
| 2000 | Ruben Zeltner                                                                 | Petra Zeltner                                                                 | Proton Pert Evo V                                                             |                                                                               |
| 2001 | Armin Schwarz                                                                 | Manfred Hiemer                                                                | Škoda Octavia WRC Evo2                                                        |                                                                               |
| 2002 | rajd odwołany po śmiertelnym wypadku Jensa Voigta na OS2                      | rajd odwołany po śmiertelnym wypadku Jensa Voigta na OS2                      | rajd odwołany po śmiertelnym wypadku Jensa Voigta na OS2                      | rajd odwołany po śmiertelnym wypadku Jensa Voigta na OS2                      |
| 2003 | Matthias Kahle                                                                | Peter Göbel                                                                   | Škoda Octavia WRC Evo2                                                        | Škoda Auto Deutschland                                                        |
| 2004 | Matthias Kahle                                                                | Peter Göbel                                                                   | Škoda Octavia WRC Evo2                                                        | Škoda Auto Deutschland                                                        |
| 2005 | Ruben Zeltner                                                                 | Petra Zeltner                                                                 | Mitsubishi Lancer Evo VII                                                     | ADAC Sachsen                                                                  |
| 2006 | Kristian Poulsen                                                              | Ole R. Frederiksen                                                            | Toyota Corolla WRC                                                            |                                                                               |
| 2007 | Maik Stölzel                                                                  | Thomas Windisch                                                               | Škoda Octavia WRC Evo2                                                        |                                                                               |
| 2008 | Peter Corazza                                                                 | Ronald Bauer                                                                  | Mitsubishi Lancer Evo VII                                                     | ADAC Sachsen                                                                  |
| 2009 | Olaf Dobberkau                                                                | Alexandra Dobberkau-König                                                     | Porsche 996 GT3                                                               |                                                                               |
| 2010 | Olaf Dobberkau                                                                | Alexandra Dobberkau-König                                                     | Porsche 996 GT3                                                               |                                                                               |
| 2011 | Felix Herbold                                                                 | Michael Kölbach                                                               | Ford Fiesta S2000                                                             |                                                                               |
| 2012 | Ruben Zeltner                                                                 | Petra Zeltner                                                                 | Porsche 996 GT3                                                               | ADAC Sachsen                                                                  |
| 2013 | Olaf Dobberkau                                                                | Ronald Bauer                                                                  | Porsche 997 GT3                                                               |                                                                               |
| 2014 | Ruben Zeltner                                                                 | Petra Zeltner                                                                 | Porsche 997 GT3                                                               |                                                                               |
| 2015 | Ruben Zeltner                                                                 | Petra Zeltner                                                                 | Porsche 997 GT3                                                               | ADAC Sachsen                                                                  |
| 2016 | Rainer Noller                                                                 | Stefan Kopczyk                                                                | Porsche 996 GT3                                                               |                                                                               |
| 2017 | Fabian Kreim                                                                  | Frank Christian                                                               | Škoda Fabia R5                                                                | Škoda Auto Deutschland                                                        |
| 2018 | Kalle Rovanperä                                                               | Jonne Halttunen                                                               | Škoda Fabia R5                                                                | TGS Worldwide OU                                                              |
| 2019 | rajd odwołany po śmiertelnym wypadku Kai Günthera i Sebastiana Walkera na OS1 | rajd odwołany po śmiertelnym wypadku Kai Günthera i Sebastiana Walkera na OS1 | rajd odwołany po śmiertelnym wypadku Kai Günthera i Sebastiana Walkera na OS1 | rajd odwołany po śmiertelnym wypadku Kai Günthera i Sebastiana Walkera na OS1 |
| 2020 | rajd odwołany z powodu pandemii COVID-19                                      | rajd odwołany z powodu pandemii COVID-19                                      | rajd odwołany z powodu pandemii COVID-19                                      | rajd odwołany z powodu pandemii COVID-19                                      |
| 2021 | Julius Tannert                                                                | Helmar Hinneberg                                                              | Škoda Fabia Rally2 evo                                                        | ADAC Sachsen                                                                  |
| 2022 | Hermann Gassner                                                               | Karin Thannhäuser                                                             | Toyota GR Yaris                                                               |                                                                               |